# Trollkarlens lärling (Dukas)
Trollkarlens lärling (L'apprenti sorcier) är ett symfoniskt scherzo komponerat av Paul Dukas 1897, utformad som en symfonisk dikt. Verket är inspirerad av Johann Wolfgang von Goethes ballad från 1797 med samma namn. Det blev uppmärksammat då det var med i Disney-klassikern Fantasia från 1940 där Musse Pigg har huvudrollen.